# Bitwa pod Herakleą
Bitwa pod Herakleą – bitwa, która miała miejsce w roku 280 p.n.e. pomiędzy wojskami Rzymian a królem Epiru, Pyrrusem, który przybył do Italii na zaproszenie miast Wielkiej Grecji, zwłaszcza Tarentu. Bitwa miała miejsce w trakcie wojny Pyrrusa z Rzymem w latach 280–275 p.n.e.
O samej bitwie zachowały się skąpe źródła, historyków rzymskich różnych okresów, nieprzychylne Pyrrusowi. Zawarte są w nich również wzmianki z zaginionych przekazów greckich. Ocenia się, że obie strony miały równą liczbę zbrojnych po około 30 tysięcy. Na czele armii miast greckich stał król Pyrrus, Rzymianami zaś dowodził jeden z konsulów, Publiusz Waleriusz Lewinus.
Źródła, jak i historycy oceniają na ogół bitwę jako zwycięską dla Pyrrusa, który wybrał równinny teren walki, idealny dla działań jego falangi oraz wykorzystał słonie bojowe. Rzymianie zetknęli się pierwszy raz ze słoniami.
Straty legionów rzymskich szacuje się na ok. 10 tys. żołnierzy, zaś Epirotów i Greków o połowę mniejsze.

## Literatura
- Kęciek Krzysztof, Benewent 275 p.n.e., wyd. Bellona, Warszawa, 2001.